# TCDD 57 001–027
Die Schlepptenderlokomotiven der Baureihe 57001 (auch als 57.001 bezeichnet) der Türkischen Staatsbahn (TCDD) wurden zwischen 1933 und 1937 beschafft. Sie waren als Mehrzwecklokomotiven speziell für den Einsatz auf den Strecken der 1934 und 1935 verstaatlichten Gesellschaften Ottoman Railway Company (ORC) und Chemin de fer de Smyrne-Cassaba et Prolongements (SCP) nördlich und östlich von Izmir mit ihren niedrigen zulässigen Achslasten vorgesehen.

## Geschichte
Nach der Gründung der Republik übernahm der türkische Staat die bislang von verschiedenen privaten Unternehmen betriebenen Strecken schrittweise in eigenen Besitz und Betrieb. 1934 und 1935 übernahm die 1927 gegründete Staatsbahn TCDD die beiden ursprünglich in englischem und französischem Besitz befindlichen Gesellschaften ORC und SCP. Beide Gesellschaften betrieben ein von Izmir ausgehendes Streckennetz. Die Strecken der ORC lagen vor allem in Richtung Osten mit Strecken nach Ödemiş, Denizli und Eğirdir, die SCP besaß Strecken nach Bandırma am Marmarameer und nach Afyonkarahisar (damals Afyon) an der Anatolischen Bahn. Bedingt durch die jahrelangen Kriegswirren und durch unzureichende Investitionen der Eigentümer waren die Strecken in schlechtem Zustand und nur für relativ niedrige Achslasten ausgebaut.
Auf Basis der ab 1927 von Henschel gelieferten Personen- und Schnellzuglokomotiven der Reihe TCDD 46 001–025 bestellte die TCDD eine Serie von Mehrzwecklokomotiven für die Strecken rund um Izmir. Orientiert an den Einheitsdampflokomotiven der Deutschen Reichsbahn legte die TCDD Wert auf eine möglichst vereinheitlichte und kostengünstige Ausführung ihrer Neubaulokomotiven. Viele Bauteile wurden daher von den 46001 und weiteren TCDD-Baureihen übernommen. 1933 lieferte Krupp sechs und Henschel vier Exemplare ab. Je drei Lokomotiven kamen 1935/36 von Henschel, Krupp und Schwartzkopff (Berliner Maschinenbau), gefolgt von acht 1937 von Krupp ausgelieferten Exemplaren.
Die Lokomotiven wurden vor allem in Izmir und Afyon stationiert und bewährten sich dank ihres leistungsfähigen Kessels in den vorgesehenen Einsatzgebieten. Sie bespannten über Jahre Züge aller Zuggattungen. Nach Einführung erster Verbrennungstriebwagen verloren sie in den 1950er Jahren zwar ihre Schnellzugleistungen, zeigten sich jedoch durchaus in der Lage, mit leichten Zügen ersatzweise die Fahrzeiten der Triebwagen einzuhalten. Sie wurden bis zum Auslaufen des Dampfbetriebs der TCDD Ende der 1980er Jahre eingesetzt, zuletzt noch 1987 mit Arbeitszug- und Schubdiensten sowie Leistungen auf den kurzen Nebenstrecken östlich von Izmir. 1988 gab es noch Einsätze auf der Nebenstrecke von Sütlaç nach Çivril. Offiziell endete der Dampfbetrieb der TCDD bereits 1986, bis etwa 1990 wurden einzelne Lokomotiven aber noch eingesetzt.

## Technische Merkmale
Die Lokomotiven der Reihe 57001 wurden wie bereits die ab 1927 gelieferten Lokomotiven der Reihe 46001 unter Übernahme bewährter Bauteile anderer TCDD-Baureihen preußischen Ursprungs konzipiert. Gegenüber der Reihe 46001 war ihre Achslast um rund drei Tonnen auf lediglich 13,4 Tonnen reduziert worden, um den Einsatz auch auf Nebenstrecken und unzureichend ausgebauten Hauptstrecken zu ermöglichen. Wie fast alle TCDD-Neubaulokomotiven waren sie als Zweizylinder-Heißdampflokomotiven ausgeführt. Der Kessel und das Führerhaus wurden vollständig von der Reihe 46001 übernommen. Dampfzylinder, Triebwerk und Steuerung entstammen der als Reihe 55001 ebenfalls bei der TCDD vorhandenen Preußischen G 10. Alle Lokomotiven erhielten große Windleitbleche. Außerdem wurden Dampf- und Reglerdom mit je einem Sandkasten auf dem Kesselscheitel unter einer gemeinsamen Verkleidung zusammengefasst.

## Erhaltene Lokomotiven

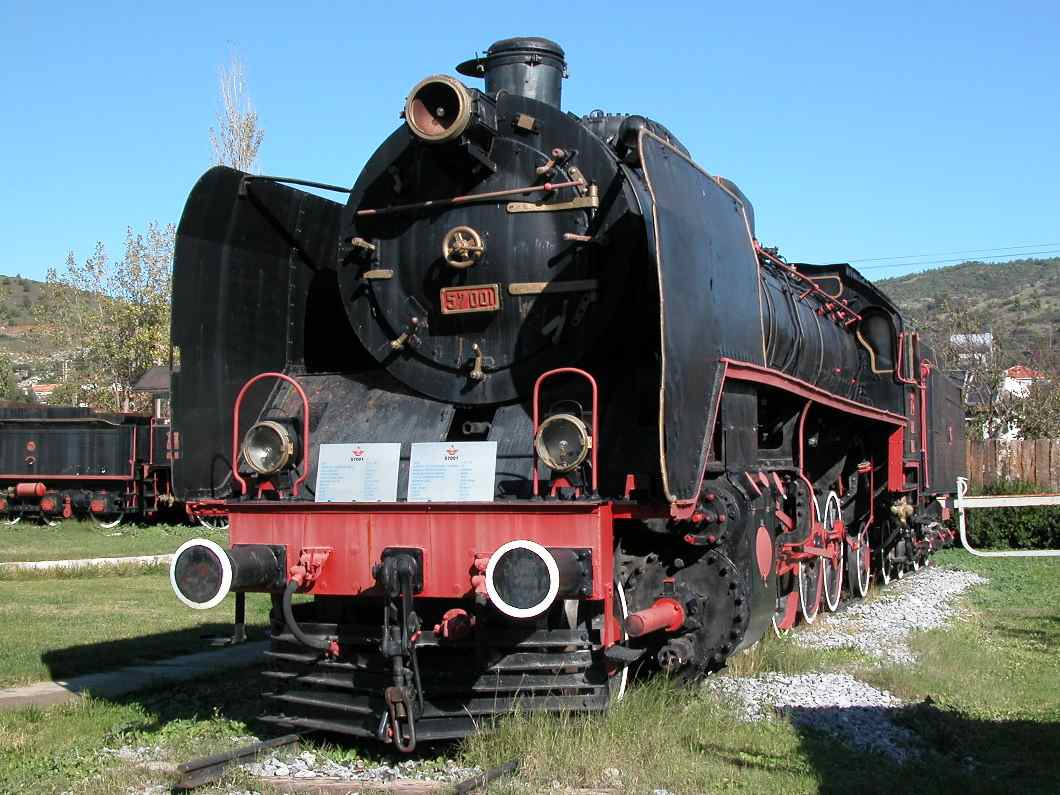
57.001 in Çamlık (2002)

Mindestens 14 der beim Personal beliebten Maschinen waren um 2010 teils in schlechtem Zustand erhalten. Exemplare sind unter anderem im Eisenbahnmuseum Çamlık bei Izmir und im Eisenbahnmuseum in Ankara zu finden, weitere stehen als Denkmallokomotiven an diversen Bahnhöfen, so etwa in Isparta.